# Distrikt Emilio San Martín
Der Distrikt Emilio San Martín liegt in der Provinz Requena in der Region Loreto in Nordost-Peru. Der Distrikt wurde am gegründet. Benannt wurde der Distrikt nach Emilio San Martín Peña (1861–1880), einem Marineoffizier, der im Salpeterkrieg fiel. Die Distriktfläche beträgt 4641 km². Beim Zensus 2017 wurden 6769 Einwohner gezählt. Im Jahr 1993 lag die Einwohnerzahl bei 6047, im Jahr 2007 bei 6911. Die Distriktverwaltung befindet sich in der 120 m hoch gelegenen Ortschaft Tamanco mit 1823 Einwohnern (Stand 2017). Tamanco befindet sich 94 km südwestlich der Provinzhauptstadt Requena.

## Geographische Lage
Der Distrikt Emilio San Martín liegt im Amazonastiefland zentral in der Provinz Requena. Der rechte Flussarm des Río Ucayali durchquert den Norden des Distrikts in nordöstlicher Richtung. Das Einzugsgebiet des Río Guanache, rechter Nebenfluss des Río Ucayali, bildet den südlichen Teil des Distrikts.
Der Distrikt Emilio San Martín grenzt im Westen an den Distrikt Maquía, im Nordwesten an den Distrikt Puinahua, im Norden an den Distrikt Capelo, im Nordosten an den Distrikt Tapiche sowie im Osten an den Distrikt Alto Tapiche.